# 德魯日基夫卡
德魯日基夫卡（烏克蘭語：Дружківка，羅馬化：Druzhkivka，發音：[drʊʒˈk⁽ʲ⁾iu̯kɐ]），又按俄语名译为德魯日科夫卡，是乌克兰東部顿涅茨克州克拉马托尔斯克区德鲁日基夫卡市镇内的城市及该市镇的行政中心，2020年7月18日前为该州的州辖市。該市距離首都基輔543公里，始建於18世纪，面積36.03平方公里，海拔高度77米，2022年人口数量为53,977人。

## 图集

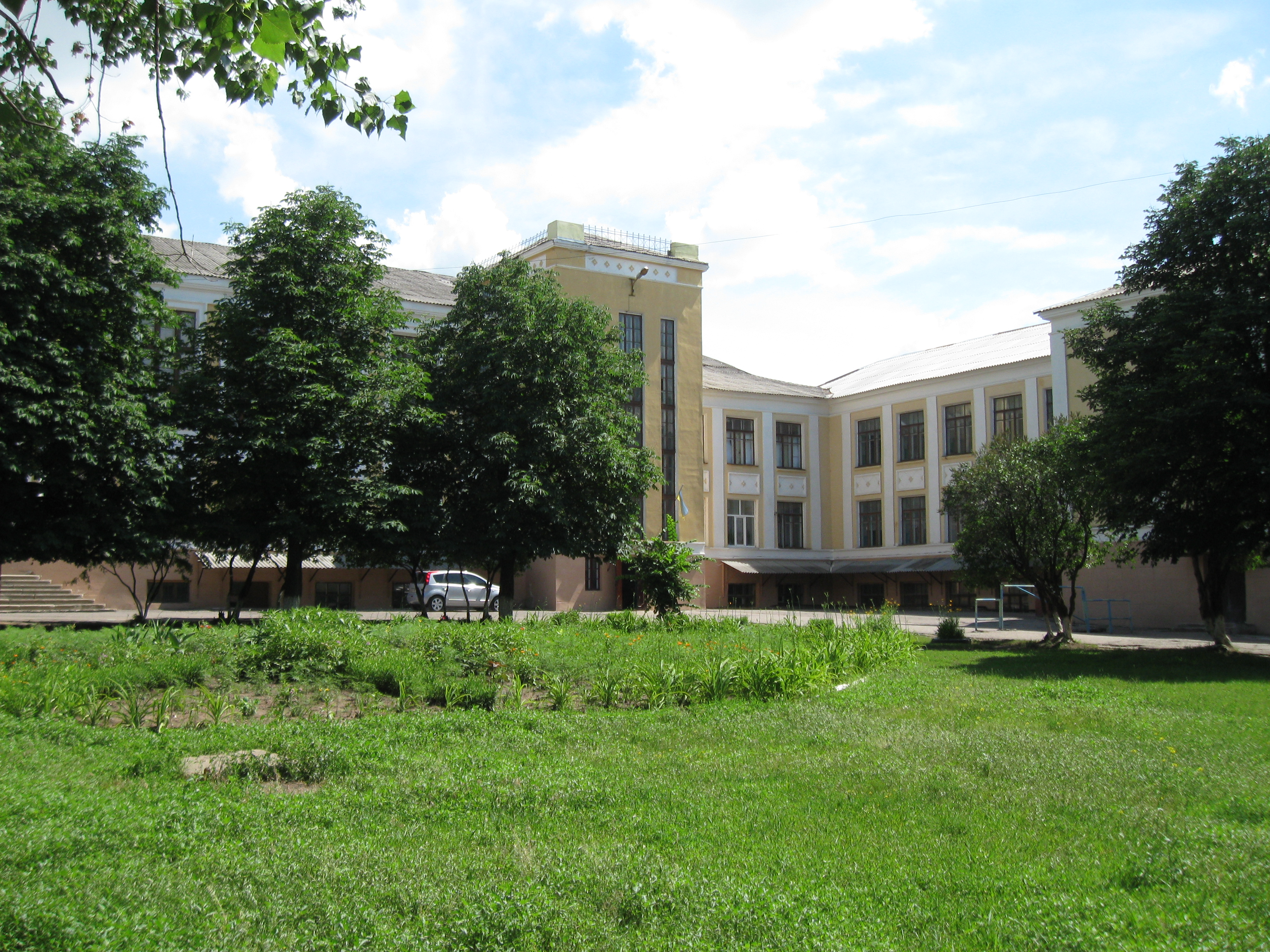
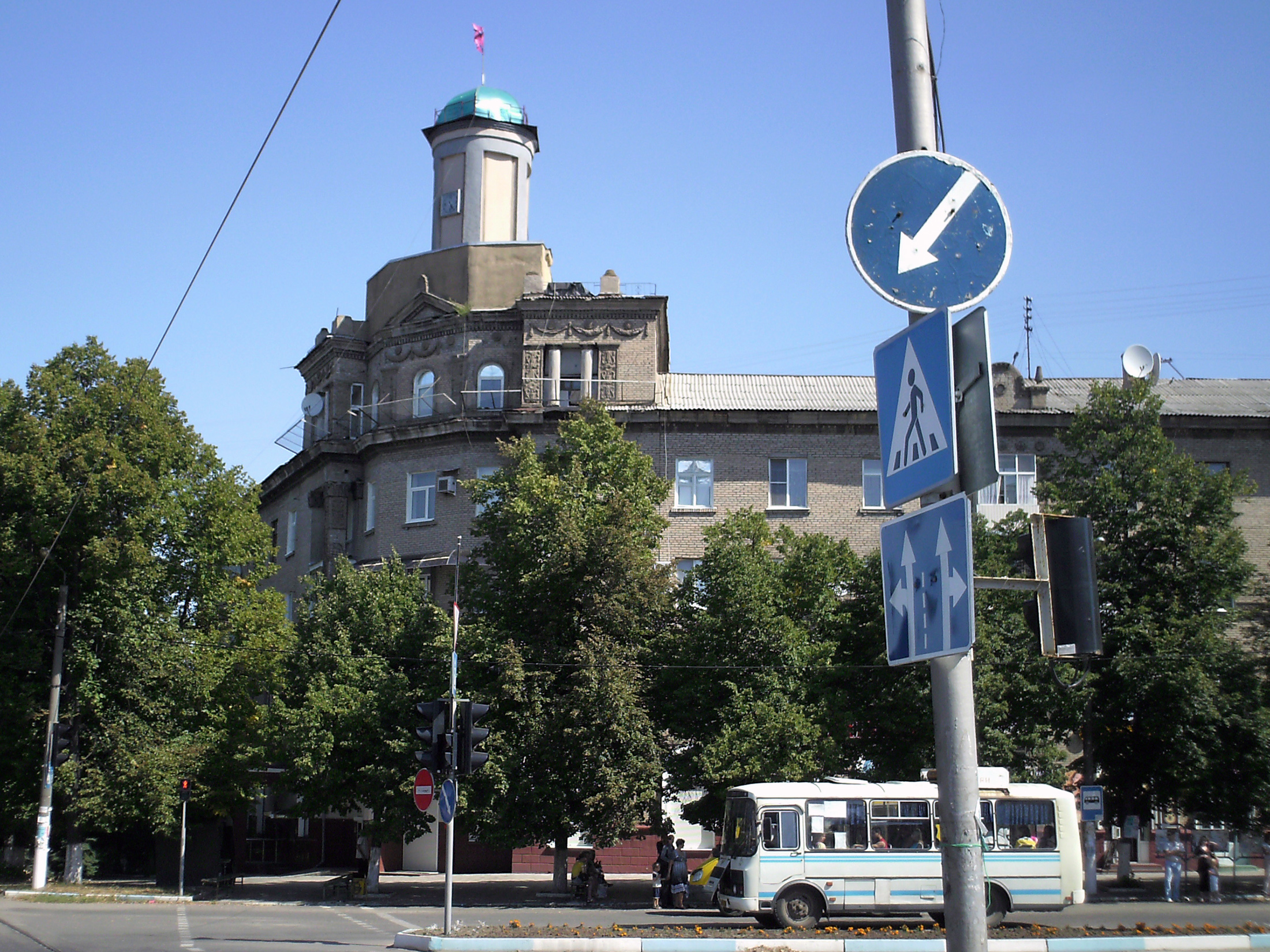
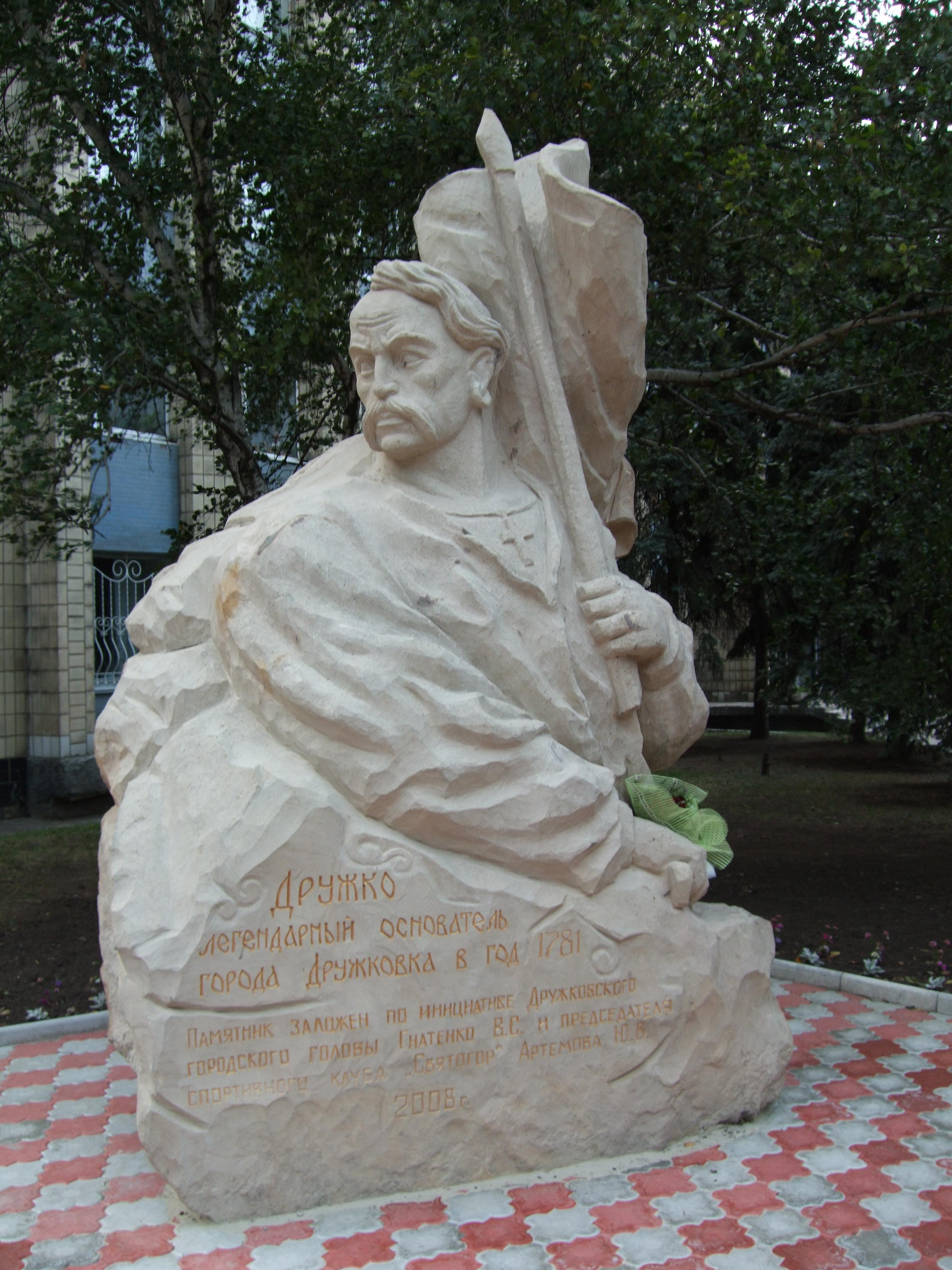
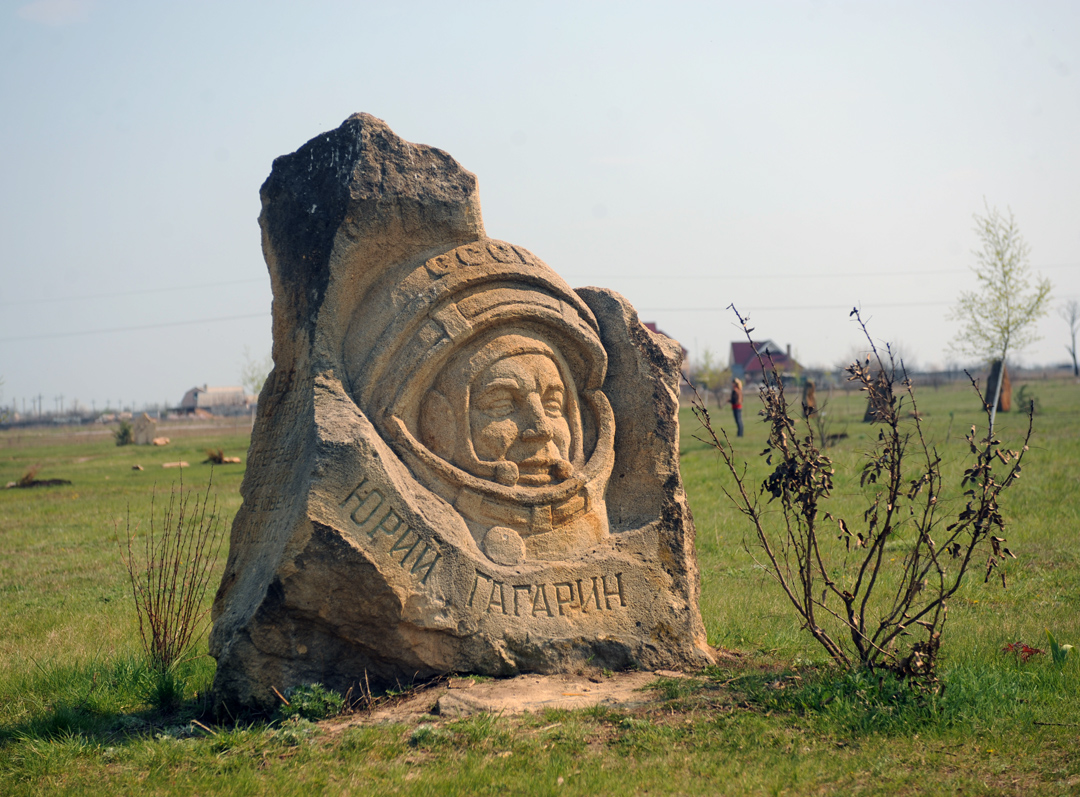
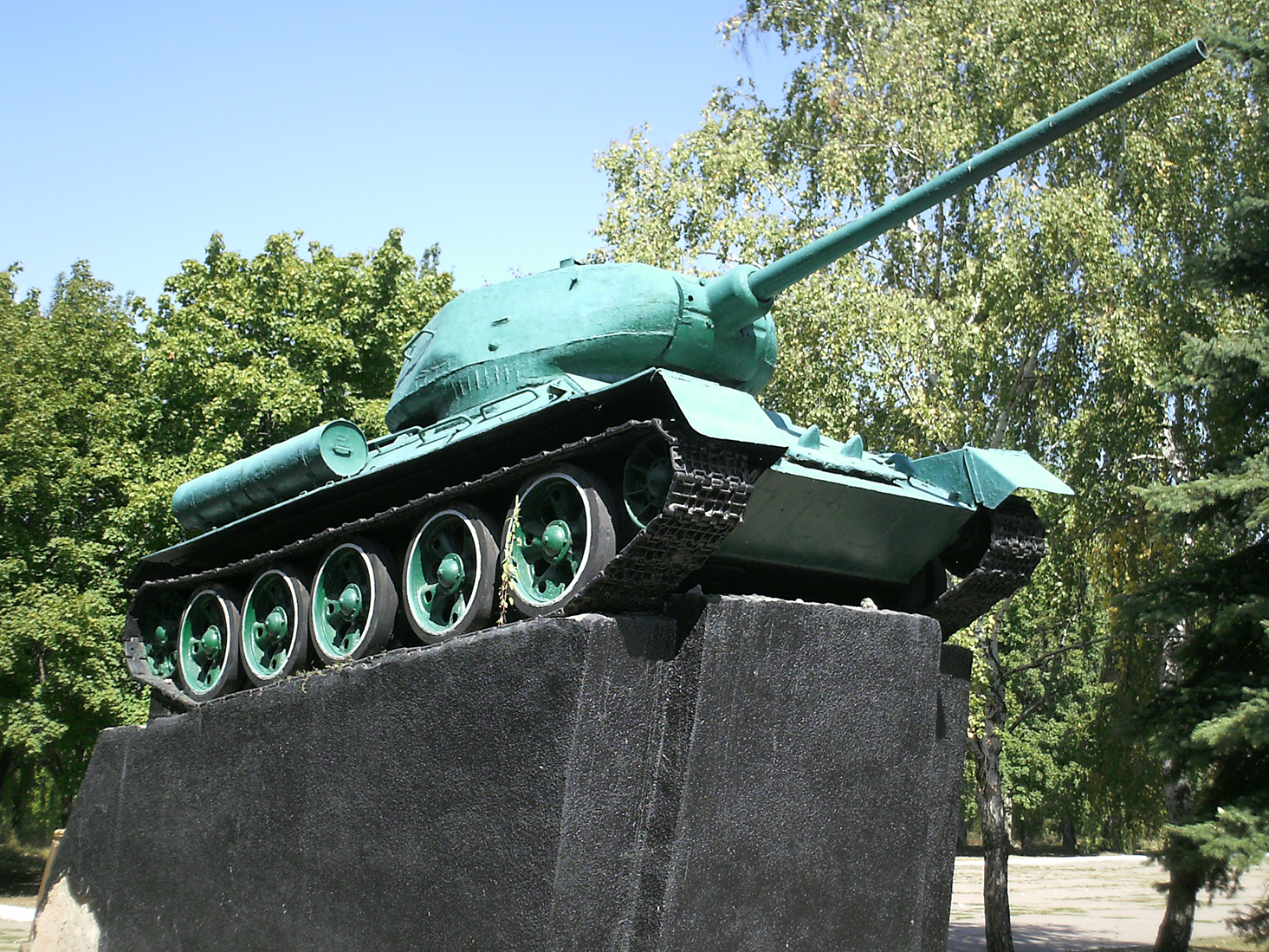
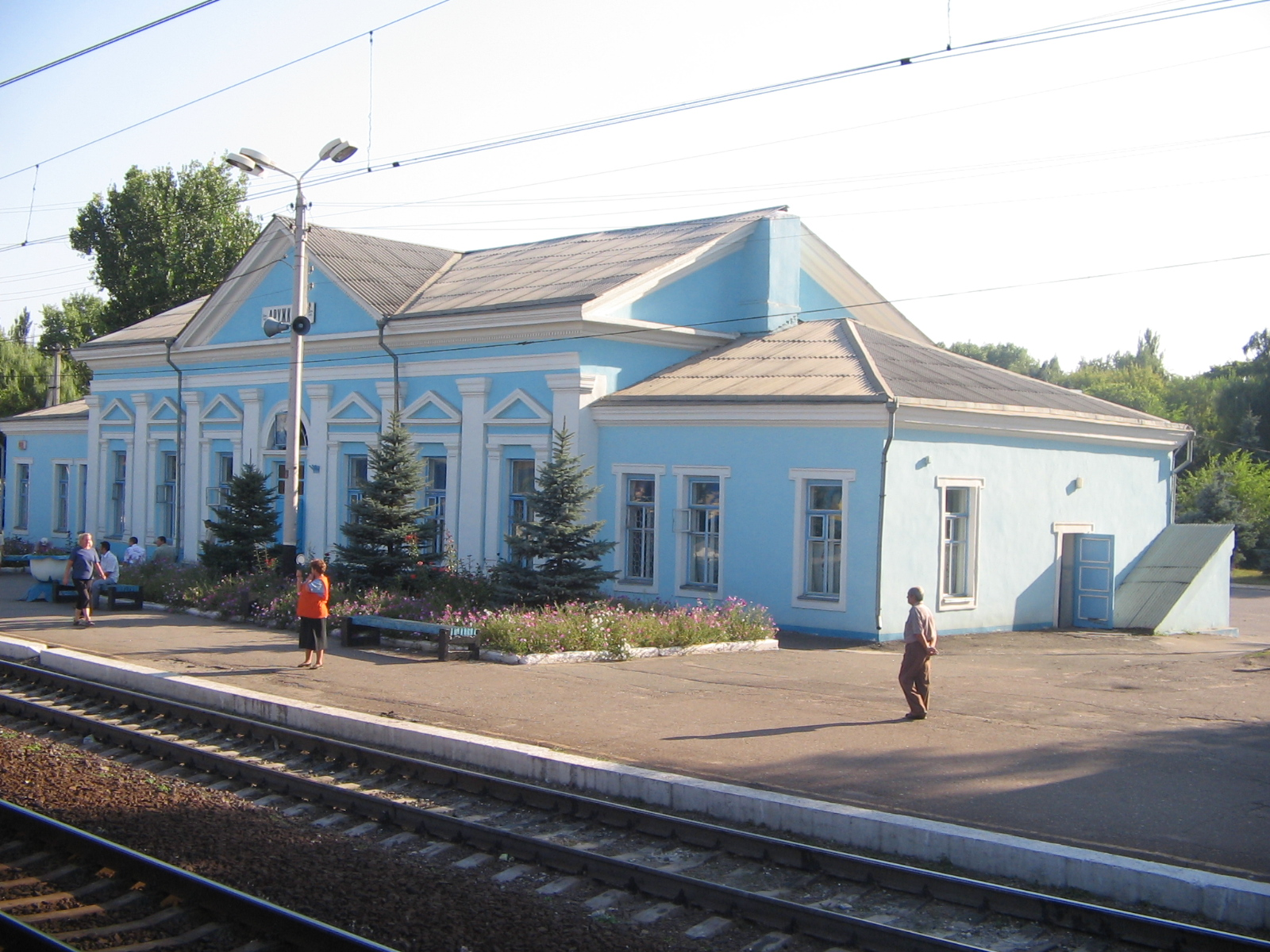

## 備注
1. ↑  俄语：，羅馬化：Druzhkovka